# 憲法20条を考える会
憲法20条を考える会（けんぽう20じょうをかんがえるかい）は、かつて野党時代の自由民主党内で、宗教団体（創価学会）を支持母体とする公明党を含む与党の連立政権（非自民・非共産連立政権）である細川内閣を政教一致であると批判した議員による勉強会。
1994年（平成6年）2月に結成された。後に当会を母体に四月会が結成される。また、自自公連立政権の発足とともに当会は自然解消され、政教分離を貫く会に受け継がれた。

## 組織
- 顧問 - 原田憲、塩川正十郎、綿貫民輔、中尾栄一、石原慎太郎、水野清、中山正暉、中山太郎、塚原俊平、大河原太一郎、井上裕、佐々木満、村上正邦
- 会長 - 亀井静香、白川勝彦（亀井の入閣に伴い、白川に会長交代）
- 会長代行 - 田沢智治
- 副代表 - 村岡兼造、佐藤信二、玉澤徳一郎、与謝野馨、麻生太郎、桜井新、高村正彦、平沼赳夫、中馬弘毅、白川勝彦、宮崎秀樹、下稲葉耕吉
- 幹事長 - 島村宜伸
- 事務局長 - 額賀福志郎
- 事務局 - 自見庄三郎、尾身幸次、村上誠一郎、衛藤晟一、石原伸晃、安倍晋三、成瀬守重、尾辻秀久、西田吉宏
- 幹事 - 亀井善之、野中広務、大島理森、町村信孝、木村義雄、武部勤、谷津義男、長勢甚遠、松岡利勝、森英介、野田実、藤井孝男、松浦功